# Байа и Мавра
Байа и Мавра (X век) — святые девы шотландские. День памяти — 2 ноября.
Святая Байа (Baya) была наставницей св. Мавры (Maura) в отшельнической жизни. Около св. Мавры собрались последовательницы, которые образовали общину. В ней св. Мавра стала игуменией. Некоторые авторы отождествляют св. Мавру со св. Бегой или Би (Begha или Bee, память 31 октября).
Этих святых также отождествляют со свв. Маврой и Бриттой (память 15 января).